# Peterprincipe
Het peterprincipe of peterprinciple (Engels: Peter Principle) is een theorie op het gebied van de organisatiekunde, bedacht door de Canadese psycholoog Laurence J. Peter, die stelt dat "elke werknemer in een hiërarchie stijgt tot diens onbekwaamheid". De theorie werd door Peter met auteur Raymond Hull in 1969 uitgewerkt tot het boek The Peter Principle.

## Het principe
De theorie beoogt een verklaring te geven voor het slechte functioneren van veel organisaties. Alhoewel het boek van Peter en Hull bedoeld was als satire, werd het peterprincipe een graag gebruikt begrip, omdat het gezien werd als een serieuze kritiek op hoe werknemers promoveerden in hiërarchische organisaties. Het boek werd geschreven door Hull, maar was gebaseerd op het onderzoek van Peter.
Het peterprincipe is als volgt geformuleerd:

In een hiërarchie stijgt elke werknemer tot zijn niveau van onbekwaamheid. 
(In het oorspronkelijke Engels: In a hierarchy every employee tends to rise to his level of incompetence.")

Het door Peter beschreven "mechanisme" werkt aldus dat een werknemer die in zijn eerste functie binnen de hiërarchie goed functioneert, in beginsel in aanmerking komt voor promotie naar een hogere functie. Indien hij in die volgende functie ook goed functioneert, staat de weg naar een volgende hogere functie, indien beschikbaar, weer open.
Dat proces stopt echter wanneer de werknemer na zijn promotie niet meer zoals verwacht blijkt te functioneren. Zijn (extra) vaardigheden of eigenschappen zijn kennelijk overschat. Vanaf dat moment neemt zijn nut voor de organisatie echter snel af, desnoods totdat hij (per saldo) een negatieve bijdrage aan de organisatie levert.
Maar terugplaatsing in zijn vorige functie is helaas niet mogelijk: zowel de werknemer als de organisatie zouden daarmee impliciet toegeven een beoordelingsfout gemaakt te hebben. De werknemer blijft dus in zijn functie gehandhaafd ondanks problemen. Peter geeft in zijn boek een groot aantal fictieve en hilarisch geformuleerde voorbeelden van deze situaties: meestal gaat het om leidinggevende taken die de werknemer niet blijkt aan te kunnen. De werknemer slaagt er in die voorbeelden niet in zich de benodigde kennis eigen te maken (of doet daar ook geen pogingen toe). Hij blijft ofwel zijn oude werk doen, zonder datgene te doen wat hij in zijn nieuwe baan eigenlijk zou moeten doen, ofwel ontwikkelt hij een aantal verdedigings- en verdringingsmechanismen om zijn slechte functioneren te maskeren. Hij gaat bijvoorbeeld onevenredig veel aandacht besteden aan zaken die voor een goede uitvoering van zijn werk niet essentieel zijn.
Peter stelt dat als dit proces maar lang genoeg doorgaat, elke werknemer in theorie zijn niveau van incompetentie kan bereiken. Als alle werknemers in een hiërarchie dit niveau bereikt hebben, is de hoeveelheid verricht nuttig werk nul, aldus Peter.

## Kritiek
De realiteitswaarde van deze theorie is uiteraard voor discussie vatbaar. De door Peter geschetste organisatievorm is die van een volstrekt hiërarchische en statische organisatie. De indruk bestaat dat dit model te schematisch is om in het algemeen te gelden. Sinds het verschijnen van de theorie in 1969 is enige voortgang geboekt: er wordt nu meer aandacht besteed aan het in kaart brengen van profielen en vaardigheden, zowel de vereiste als die die in het bedrijf voorhanden zijn. In theorie is de kans op dergelijke bedrijfsongevallen daarmee afgenomen.
Toch zijn situaties waarin een functiewijziging geen succes blijkt te zijn nog steeds talrijk en het bedenken van een oplossing die voor alle partijen bevredigend is, blijkt zeer lastig te zijn. Met name het verlies aan status wordt als zeer belastend ervaren.